# Tan Cressida
Tan Cressida — независимый американский музыкальный лейбл, основанный рэпером и продюсером Эрлом Свэтшотом 2 мая 2012 года в целях распространения сольного материала.
В состав лейбла входят сам Свэтшот и детройтский продюсер Black Noi$e.

## История
В феврале 2012, после возвращения с Самоа, Эрл возобновляет активную работу над новой музыкой, и начинает работать над дебютным студийным альбомом. 2 мая 2012 года появляется новость о том, что Свэтшот создаёт свой собственный лейбл с названием «Tan Cressida», предназначенный для выпуска будущих сольных проектов под крылом Columbia Records, которые также будут заниматься дистрибуцией. Некоторым показалось странным, что Свэтшот, будучи участником объединения Odd Future основал свой лейбл, вместо того чтобы подписаться на Odd Future Records и выпускать свою музыку через них. Однако, как прокомментировал сам Эрл, он выбрал именно Columbia как владельца и дистрибьютора потому что у Columbia и Odd Future Records был один и тот же владелец в лице Sony. Как объяснил артист, он хочет чтобы он находился ближе к Odd Future, а данная сделка также позволит ему использовать логотип OF в своих альбомах, даже несмотря на то, что полноценным членом Odd Future Records он не являлся.
Далее, в течение нескольких месяцев с ноября 2012 по июль 2013 через данный лейбл Свэтшот выпускает три сингла в ожидании дебютного альбома «Doris», а в августе 2013 выходит сам альбом. В 2015 через «Tan Cressida» выходит второй альбом артиста, I Don't Like Shit, I Don't Go Outside, а в 2018 выходит третий альбом Эрла, «Some Rap Songs».
В январе 2019, в интервью изданию Pitchfork Свэтшот заявил, что третий альбом артиста был последней работой, вышедшей под крылом Columbia, назвав его «отвратительным местом», так как его не устраивала политика лейбла и он хотел заниматься «более рискованным дерьмом» в плане музыки, а также упомянул что он является свободным агентом и открыт для новых предложений.
В 2019 он подписывает контракт с Warner Music, ставшим новым владельцем лейбла и выпускает EP «Feet Of Clay», а в 2022 выпускает четвёртый полноформатный альбом «Sick!».
С 2020 года участником лейбла также является детройтский хип-хоп продюсер Black Noi$e, который в том же году через лейбл выпустил альбом «Oblivion».

## Название
До сих пор точно неясно, откуда пришло название «Tan Cressida», так как сам Эрл об этом никогда публично не говорил. Однако, самое популярное предположение фанатов основывается на том, что название отсылает к машине Toyota Cressida, так как на логотипе лейбла присутствует машина, сильно напоминающая модель от Тойоты.

## Деятельность

### Артисты
- Эрл Свэтшот (2013 —)
- Black Noi$e (2020 —)

| Название релиза                                                      | Имя артиста | Дата выхода релиза |
| -------------------------------------------------------------------- | ----------- | ------------------ |
| «Doris»                                                              | Эрл Свэтшот | 20 августа 2013    |
| «I Don’t Like Shit, I Don’t Go Outside: An Album By Earl Sweatshirt» | Эрл Свэтшот | 23 марта 2015      |
| «Some Rap Songs»                                                     | Эрл Свэтшот | 30 ноября 2018     |
| «FEET OF CLAY»                                                       | Эрл Свэтшот | 1 ноября 2019      |
| «Oblivion»                                                           | Black Noi$e | 14 августа 2020    |
| «Sick!»                                                              | Эрл Свэтшот | 14 января 2022     |